# Ô phố

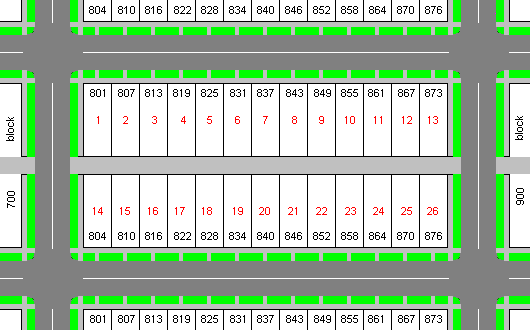
Sơ đồ thí dụ về một ô phố hình chữ nhật được nhìn từ phía trên xuống, được bao quanh bởi các đường phố. Ô phố được phân chia thành các lô đất mà mỗi lô được nhà phát triển đánh số được biểu thị bằng mãu đỏ và được biểu thị cả trong bảng vẽ quy hoạch. Các địa chỉ trên ô phố 800 này được biểu thị bằng màu đen (số 8 chỉ ô phố 800, hai chữ số cuối cùng là số nhà trong ô phố đó). Các ô phố nằm kề nó là ô phố 700 và ô phố 900. Một ngỏ hẻm được biểu thị bằng màu xám chạy dài ở giữa ô phố. Đường phố được biểu thị bằng màu xám đậm. Vĩa hè được biểu thị bằng màu xám nhạt. Cảnh quang đường phố cây xanh được biểu thị bằng màu xanh lá với lối đi từ mỗi lô đất đến đường phố được biểu thị bằng màu xám nhạt.

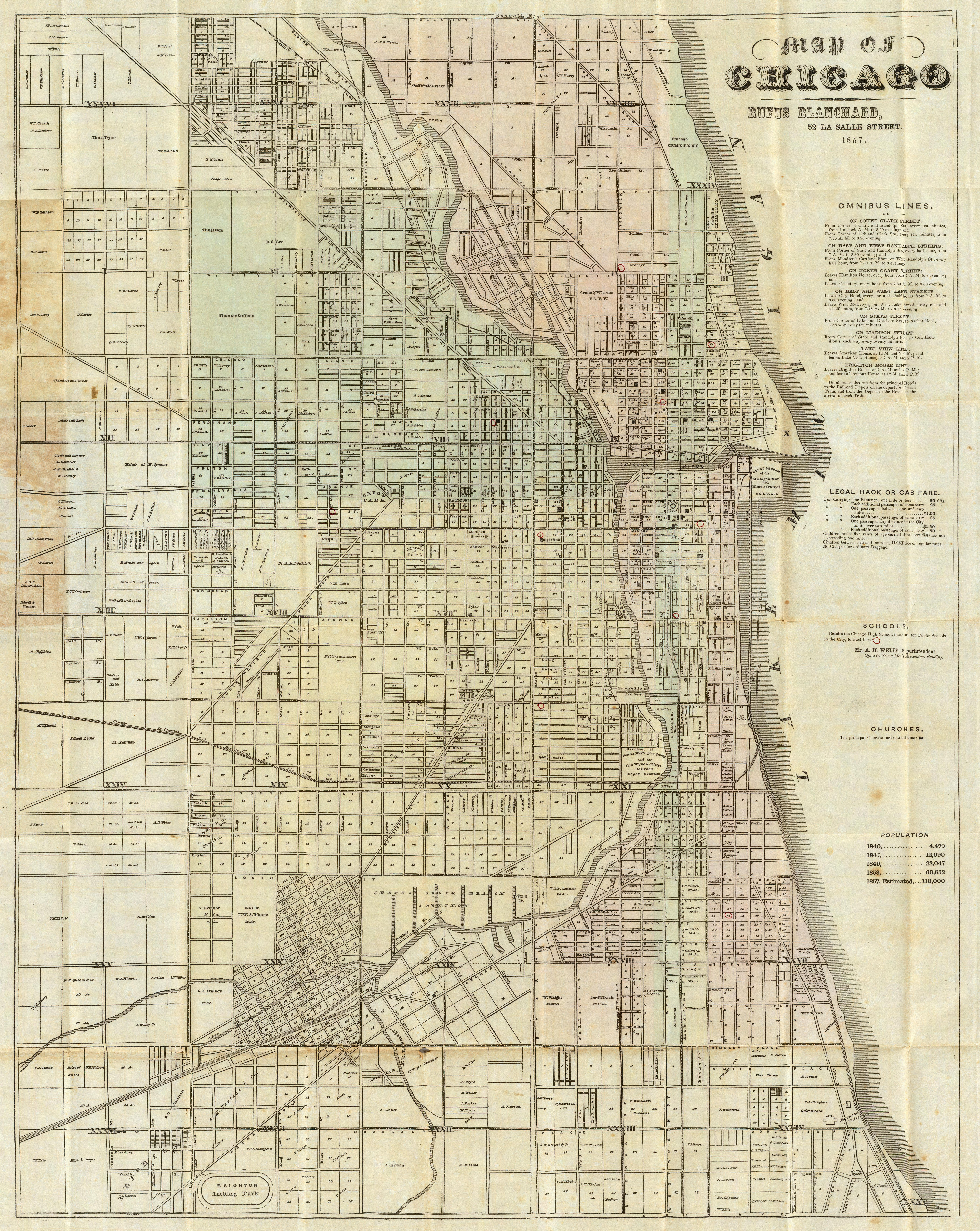
Chicago năm 1857. các ô phố có diện tích 80, 40, và 10 mẫu Anh tạo thành một hệ thống đường khẻ ô ở ngoại ô dẫn dắt vào khu vực trung tâm được phân chia càng nhỏ nhắn hơn.

Một ô phố hay ô đô thị (tiếng Anh: city block hay urban block hay đơn giản hơn là block) là một yếu tố trung tâm của quy hoạch đô thị và thiết kế đô thị.
Ô phố là khu đất nhỏ bị bao quanh bởi các đường phố. Các ô phố là không gian cho những công trình xây cất bên trong mô hình đường phố của một thành phố, và hình thành nên đơn vị cơ bản cho kết cấu đô thị của một thành phố. Ô phố có thể được phân chia nhỏ thành bất cứ số lượng lô đất nào nhỏ hơn. Thường thường các lô đất này được phân chia tương ứng theo từng sở hữu riêng tư, tuy nhiên trong một số trường hợp, cũng có một số hình thức sử dụng theo thời gian khác nhau. Ô phố thường được xây dựng theo các cấp độ khác nhau và tạo thành các hộp vật thể hay "các bức tường đường phố" của không gian công cộng. Đa số các thành phố có ít hay nhiều khác nhau về khổ và hình dạng các ô phố. Thí dụ, nhiều trung tâm thành phố thời kỳ tiền-công nghiệp tại châu Âu, châu Á và Trung Đông có các ô phố và mô hình đường phố với hình thể bất thường trong khi các thành phố được xây theo kiểu đường kẻ ô (grid) thường có các cấu hình quy củ hơn nhiều.

## Quy hoạch đô thị theo hệ thống đường kẻ ô
Tại đa số các thành phố trên thế giới được quy hoạch hơn là được để tự do phát triển dần dần theo thời gian, đường phố thường thường được quy hoạch theo một hệ thống đường kẻ ô để các ô phố có hình vuông hay hình chữ nhật. Để vận dụng nguyên lý phát triển "ô phố chu vi", các ô phố được phát triển sao cho các tòa nhà nằm vây quanh chu vi của ô phố với lối ra vào hướng ra đường phố và các sân vườn nữa-riêng tư nằm ở phía sau các tòa nhà. Cách sắp xếp như thế là nhằm mục đích gia tăng quan hệ xã hội giữa người và người.
Vì không gian đường phố trong các quy hoạch đô thị theo đường kẻ ô thì rất đổi khác nhau giữa các thành phố hay thậm chỉ bên trong từng thành phố nên rất khó phổ thông hóa khổ của một ô phố. Tuy nhiên, dựa theo các điểm chuẩn chung thì ô phố hình vuông tiêu chuẩn của thành phố Portland, Houston, và Sacramento theo thứ tự là 260 nhân 260 foot (79 m × 79 m), 330 nhân 330 foot (100 m × 100 m), và 410 nhân 410 foot (120 m × 120 m) (tính đến trung tuyến của đường phố). Ô phố hình thuôn có kích thước đáng kể theo chiều rộng và chiều dài. Ô phố tiêu chuẩn tại Manhattan là khoảng 264 nhân 900 foot (80 m × 274 m); và tại một số thành phố tại Hoa Kỳ, ô phố chuẩn có bề rộng là 660 foot (200 m). Các ô phố tại Edmonton, Canada là 330 nhân 560 foot (100 m × 170 m). Các ô phố tại trung Melbourne, Australia, là 330 nhân 660 foot (100 m × 200 m), được hình thành bằng cách tách rời các ô phố vuông theo một hệ thống đường kẻ ô bằng một đường phố hẹp đi qua trung tâm.
Nhiều thành phố trên thế giới phát triển lớn dần theo thời gian chớ không được quy hoạch từ lúc khởi đầu. Vì lý do này, thí dụ hình thể ô phố đồng đều, vuông hay hình chữ nhật thì không phổ biến lắm trong số các thành phố tại châu Âu. Ngoại trừ các thành phố ban đầu được xây dựng như các khu định cư quân sự của La Mã. Một thí dụ nổi bật là Torino, Ý. Theo gương của thành phố Philadelphia, Thành phố New York áp dụng Quy hoạch 1811 để phát triển thành phố theo kiểu đường kẻ ô. Vào giữa thế kỷ 20, việc áp dụng ô phố đồng dạng và hình dạng thẳng gần như chìm xuống hoàn toàn. Thay vào đó các bố cục sinh động chiếm ưu thế với các ô phố có khổ lớn nhỏ khác nhau, thậm chí có ô phố hình cong và mô hình đường phố cũng theo chiều hướng này.
Tại nhiều nơi ở Hoa Kỳ và Canada, hệ thống địa chỉ tuân theo hệ thống số của ô phố mà theo đó mỗi ô phố của một đường phố được đánh số theo chữ số 100 tăng dần (thí dụ ô phố 100, 200, 300, 400, 500). Thí dụ số nhà 103 là nằm trong ô phố số 100 và số nhà là 03.